# Edelsfeld
Edelsfeld là một đô thị ở huyện Amberg-Sulzbach bang Bayern nước Đức. Đô thị Edelsfeld có diện tích 34,72 km², dân số thời điểm ngày 31 tháng 12 năm 2006 là 1966 người.